# Мартинуцци, Дьёрдь
Дьёрдь Мартинуцци (венг. Martinuzzi György), имя при рождении Иржи Утешенович (хорв. Jerzy Utiešenović), также известен как Георг Утешенович-Мартинуцци (нем. Georg Utiessenovicz-Martinuzzi) или Георг Утешенич (George Utissenich), а также как отец Георг, брат Георг, монах Дьёрдь (лат. Fráter György, венг. György barát, хорв. «brat Jerzy»; 18 июня 1482 — 16 декабря 1551) — венгерский государственный деятель и духовный сановник, происходивший из старой дворянской фамилии.

## Биография

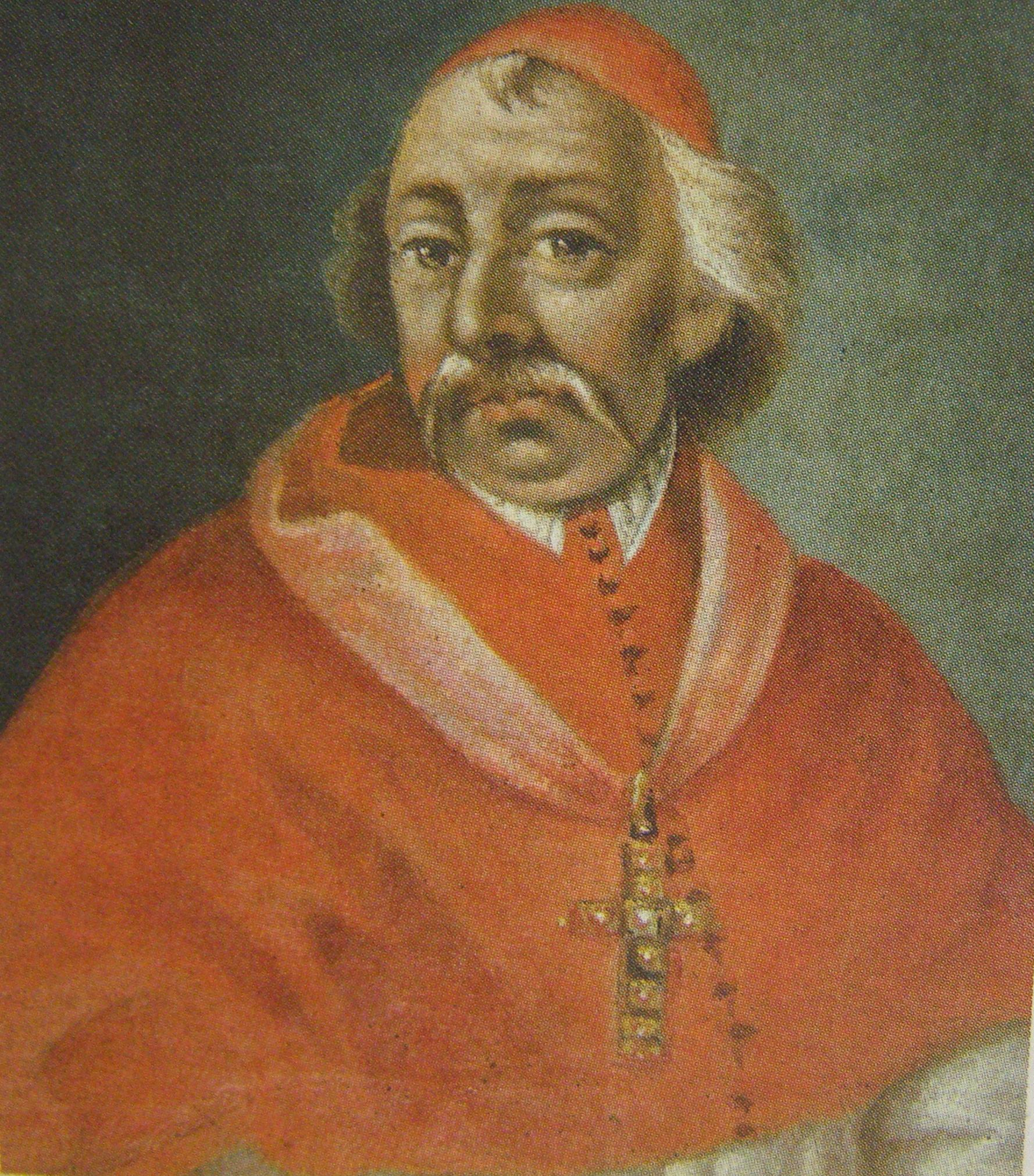

Был младщим сыном в семье мелкого хорватского дворянина Гргура Утешеновича и представительницы венецианской патрицианской фамилии Анны Мартинуции. Ещё в раннем возрасте потерял отца и двух братьев, а турки-османы заняли семейное поместье. 
С 1490 года воспитывался при дворе герцога Яноша Хуньяди в замке Корвинов. Около 1503 года был отправлен пажом ко двору Ядвиги Цешинской, вдовы Иштвана Запольяи. Служил под начальством сына последнего — Яноша Запольяи. 
Затем в 24-летнем возрасте принял монашество в ордене паулинов, учился при польском монастыре Ясная Гора в Ченстохове и после возвращения на родину в 1527 году был приором венгерского монастыря Шайолада.
Когда Запольяи после неудачной битвы при Сине близ Кошице (20 марта 1528 года) задумал бежать в Польшу, Мартинуцци вышел из монастыря и сделался советником и казначеем Запольяи.
С 1534 года епископ Гросвардейнский, Мартинуцци играл главную роль в мирных переговорах между Запольяи и Фердинандом I. Султан Сулейман I, узнав о состоявшемся соглашении, велел своим войскам вторгнуться в Трансильванию. Мартинуцци помог Заполье выйти из трудного положения глубоко обдуманными военными действиями и большой суммой денег, посланной влиятельным приближенным султана.
По смерти Януша Запольяи Мартинуцци, согласно завещанию его, стал во главе регентства. Когда султан отнял Будапешт у малолетнего Запольяи, Мартинуцци перешёл на сторону Фердинанда I и отказался в его пользу от Венгрии под условием сохранения за Запольяи графства Ципс и уплаты ему ежегодной ренты в 12 000 дукатов (23 апреля 1542 года).

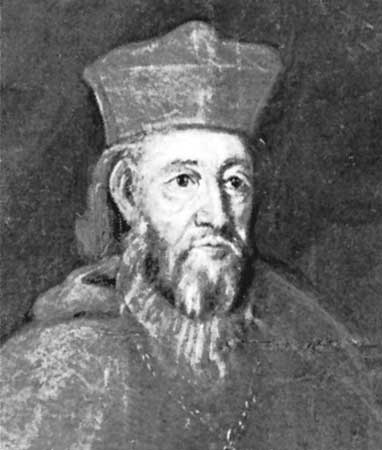

В 1544 году Фердинанд I назначил Мартинуцци королевским наместником. Когда враги Мартинуцци с Петровичем во главе хотели потребовать у него отчета на сейме, он сложил власть и ушёл в монастырь в сознании, что без него обойтись нельзя. Трансильванские сословия выбрали его в главнокомандующие земского ополчения, назначили его главным казначеем и судьей, что обострило ещё больше его отношения к Петровичу, который вышел из состава регентства.
По заключении перемирия с турками в 1547 году Мартинуцци все больше склонялся на сторону Фердинанда I и в 1549 году заключил с ним новый договор в духе условия 1542 года. Королева Изабелла, вдова Януша Запольяи, обвинила Утешеновича перед сеймом в измене; султан послал в Трансильванию войско и признал регентом Петровича.
Отбив нападения турок, Мартинуцци заключил с Фердинандом I Вейссенбургский договор (19 июля 1551 года), в силу которого Изабелла именем своего сына отдавала Фердинанду Трансильванию и Восточную Венгрию, за что от него получила герцогство Оппельн в Силезии, с 25 000 золотых гульденов ежегодной ренты. За эту выгодную для Фердинанда сделку Мартинуцци получил место воеводы в Трансильвании; кроме того, по просьбе Фердинанда Папа возвел Мартинуцци в сан кардинала.
При новом вторжении турок Мартинуцци приписали неудачу королевского войска, недостаток припасов, роспуск ополчения и даже замысел соединиться с турками и избить королевские войска. По приказу главнокомандующего войсками Фердинанда, Кастальдо, Мартинуцци был убит.